# Daria D'Antonio (attrice)
Daria D'Antonio (Napoli, 16 gennaio 1976) è un'attrice italiana.

## Biografia
Si forma professionalmente frequentando l'accademia d'arte drammatica diretta da Isa Danieli. Inoltre frequenta laboratori e stages teatrali diretti da Renato Carpentieri. Nel 1996 debutta come attrice in teatro come protagonista dello spettacolo La confessione, ideato e diretto da Walter Manfrè.
Il vero successo però lo raggiunge nel 1997, quando dalla puntata 234 come guest star e poi ufficialmente dalla 374 entra nel cast della soap opera di Rai 3, Un posto al sole, nel ruolo di Assunta Salvetti che veste fino al 2003, alla puntata 1580. Nel luglio del 2007 è nel cast della seconda stagione di Un posto al sole d'estate, e in autunno rientra in quello della versione invernale, per poi lasciare la soap nel 2020.
Nel 2001 è coprotagonista del cortometraggio Un paio di occhiali, sceneggiatura e regia di Carlo Damasco, presentato in concorso nella sezione "Corto Cortissimo" della 58ª Mostra internazionale d'arte cinematografica di Venezia.
Nel 2007 debutta sul grande schermo con il suo primo lungometraggio, l'opera prima 
di Fabrizio Bentivoglio, Lascia perdere, Johnny!. Nel 2008 partecipa al film di Alessandro Siani, La seconda volta non si scorda mai.

## Filmografia parziale

### Cinema
- Lascia perdere, Johnny!, regia di Fabrizio Bentivoglio (2007)
- La seconda volta non si scorda mai, regia di Alessandro Siani (2008)
- Il buco in testa, regia di Antonio Capuano (2020)

### Televisione
- Un posto al sole – serial TV (1997-2020)
- Mina Settembre – serie TV, 7 episodi (2021-2025)
- Il commissario Ricciardi – serie TV, episodio 1x02 (2021)

### Cortometraggi
- Un paio di occhiali, regia di Carlo Damasco (2001)